# Brampton-Nord—Caledon
Pour les articles homonymes, voir Brampton et Caledon.
Circonscription électorale fédérale du Canada
Brampton-Nord—Caledon ((en) Brampton North—Caledon) est une circonscription électorale fédérale canadienne située en Ontario.

## Géographie
La circonscription est créée en 2023 d'une partie des circonscriptions de Brampton-Est, Brampton-Nord et Dufferin—Caledon. 
En 2025, la circonscription remplace essentielle l'ancienne circonscription de Brampton-Nord à laquelle s'ajoute la partie au sud de Kings Street et à l'ouest de The Gore Road de la municipalité de Caledon provenant de Dufferin—Caledon, ainsi que tout le territoire à l'est de Airport Road de la circonscription de Brampton-Est.

## Députés
| Législature                                                                    | Années                                                                         | Député                                                                         | Parti                                                                          | Parti                                                                          |
| Brampton-Nord—Caledon issue de Brampton-Est, Brampton-Nord et Dufferin—Caledon | Brampton-Nord—Caledon issue de Brampton-Est, Brampton-Nord et Dufferin—Caledon | Brampton-Nord—Caledon issue de Brampton-Est, Brampton-Nord et Dufferin—Caledon | Brampton-Nord—Caledon issue de Brampton-Est, Brampton-Nord et Dufferin—Caledon | Brampton-Nord—Caledon issue de Brampton-Est, Brampton-Nord et Dufferin—Caledon |
| ------------------------------------------------------------------------------ | ------------------------------------------------------------------------------ | ------------------------------------------------------------------------------ | ------------------------------------------------------------------------------ | ------------------------------------------------------------------------------ |
| 45e                                                                            | 2025 – en cours                                                                | Ruby Sahota                                                                    |                                                                                | Libérale                                                                       |